# グングン京成
「グングン京成」（グングンけいせい）は、京成電鉄が1964年8月に作成したコマーシャルソングである。作詞：田口誠、作曲：玉野良雄。

## 概要
この楽曲は過去にニッポン放送で放送されていたラジオ番組「京成雷門お笑い10秒クイズ」のオープニングテーマであった。その後継である「京成テレフォン10秒クイズ」のオープニングでも流されていた。
歌はこの曲の歌詞に「つなぐ 伸びる 明日へ向かう」とあるように京成の発展と飛躍を目指して作詞されたものである。歌詞は3番まで作成していた。
歌唱は船橋ヘルスセンター従業員で結成されていた「船橋ヘルスセンターグリークラブ」が行っていた。
1970年代頃までこの曲は京成提供の番組で使用されていたが、その後使用されなくなった。その後1980年代にTBSラジオ（当時は東京放送ラジオ局）でスカイライナーのCMソングとしても使われていた。（「けいせい－けいせい－けいせい－」のフレーズのみ））